# Yann Huguet
Yann Huguet (Gironda, 2 de mayo de 1984) es un ciclista francés.

## Trayectoria
Debutó como profesional en el año 2007 con el equipo Cofidis, Le Crédit par Téléphone, antes había corrido de amateur con el equipo AVC Aix, y desde 2010 fue miembro del equipo Skil-Shimano, posteriormente llamado Team Giant-Shimano. El 3 de octubre de 2013 anunció su retirada del ciclismo tras siete temporadas como profesional y con 29 años de edad.

## Palmarés
2005
- 1 etapa del Giro del Valle de Aosta

2006
- 1 etapa del Giro de las Regiones

2009
- Tour de Doubs
- Rhône-Alpes Isère Tour, más 1 etapa

2010
- Hel van het Mergelland

## Resultados en Grandes Vueltas
| Carrera | Carrera         | 2007 | 2008  | 2009 | 2010 | 2011 | 2012  | 2013 |
| ------- | --------------- | ---- | ----- | ---- | ---- | ---- | ----- | ---- |
|         | Giro de Italia  | —    | 135.º | —    | —    | —    | —     | —    |
|         | Tour de Francia | —    | —     | —    | —    | —    | 138.º | —    |
|         | Vuelta a España | —    | —     | —    | —    | —    | —     | —    |

—: no participa

Ab.: abandono

## Equipos
- Cofidis, Le Crédit par Téléphone (2007-2008)
- Agritubel (2009)
- Skil-Shimano/Project 1t4i/Team Argos-Shimano (2010-2013)
  - Skil-Shimano (2010-2011)
  - Project 1t4i (2012)[2]
  - Argos-Shimano (2012[3] -2013)